# CM-Klasse
Die CM-Klasse war eine Klasse von drei Kleinst-U-Booten der italienischen Marine. Der Prototyp wurde während des Zweiten Weltkriegs Anfang 1943 in Zusammenarbeit mit der Werft Cantieri Riuniti dell’Adriatico (CRDA) in Monfalcone konzipiert. Hintergrund war die Forderung der italienischen Marineführung nach einem 100 t schweren Kleinst-U-Boot, das in Großserie gefertigt werden sollte. Der gleiche Bauauftrag erging auch an die Caproni-Werke Taliedo in Mailand, die die Boote der CC-Klasse konstruierten.

## Entwicklungsgeschichte
Die von der Firma Adriatico entwickelten Prototypen waren mit zwei 45-cm-Standardtorpedos im Bug bewaffnet. Zum Schutz der achtköpfigen Besatzung waren zwei Maschinengewehre vorgesehen. Bis zum Waffenstillstand von Cassibile wurde mit dem Bau von drei Booten begonnen. Diese erhielten die Bezeichnungen CM 1, CM 2 und CM 3, CM stand für Costiero Monfalcone (Küsten-Typ Monfalco).
CM 1 lief am 5. September 1943 fast vollständig ausgerüstet vom Stapel. Das Boot fiel zwei Tage nach der Bekanntgabe des Waffenstillstandes von Cassibile am 8. September 1943 in die Hände der deutschen Besatzungstruppen. Die deutsche Kriegsmarine plante zunächst das Boot unter der Bezeichnung UIT 17 zu übernehmen und zugleich den Bau des Schwesterbootes CM 2 unter der Bezeichnung UIT 18 fortzuführen. Im Oktober 1943 wurden die Boote jedoch bereits an die Xª MAS der Marina Nazionale Repubblicana übergeben.

## Boote der Klasse
| Boot | Bauwerft         | Kiellegung     | Stapellauf        | Indienststellung |
| ---- | ---------------- | -------------- | ----------------- | ---------------- |
| CM 1 | CRDA, Monfalcone | 7. Juni 1943   | 5. September 1943 | 5. Januar 1945   |
| CM 2 | CRDA, Monfalcone | 2. August 1943 |                   |                  |
| CM 3 | CRDA, Monfalcone | 1943           |                   |                  |

Quellen

## Einsatz und Verbleib

### CM 1
Die CM 1 wurde schließlich unter der Flagge der Republikanischen Nationalmarine am 5. Januar 1945 in Pola in Dienst gestellt, kam aber bis zum Kriegsende zu keinem Einsatz mehr. Im Mai 1945 wurde das Boot nach Ancona überführt und der Königlichen Italienischen Marine unterstellt. Ab Ende März 1946 lag die CM 1 in Tarent und wurde dort anschließend desarmiert. Am 2. Februar 1948 wurde das Boot außer Dienst gestellt und anschließend verschrottet.

### CM 2
Nach der Übergabe an die Italienische Sozialrepublik kam der Weiterbau des Bootes in Monfalcone nur schleppend voran. Am 25. Mai 1944 wurde das noch nicht fertiggestellte Boot bei einem alliierten Luftangriff schwer beschädigt. Im Zuge der alliierten Frühjahrsoffensive 1945 wurde der Rumpf von CM 2 im April 1945 von den Deutschen versenkt. Das Wrack wurde im Oktober 1950 gehoben und anschließend in Teilen verschrottet. Ein anderer Teil wurde in das Kriegsmuseum nach Triest gebracht und ist dort aufbewahrt.

### CM 3
Die CM 3 befand sich am 8. September 1943 noch im Rohbau. Nach der Inbesitznahme durch die Kriegsmarine wurde das Boot ausgeschlachtet und die Teile des Boote für die Fertigstellung der Schwesterboote CM 1 und CM 2 herangezogen. Der Rest wurde nach Ende des Krieges verschrottet.